# Acerotella depressa
Acerotella depressa är en stekelart som beskrevs av Lubomir Masner 1980. Acerotella depressa ingår i släktet Acerotella och familjen gallmyggesteklar. Inga underarter finns listade i Catalogue of Life.